# 拉欧特沙佩勒
拉欧特沙佩勒（法語：La Haute-Chapelle，法語發音：[la ot ʃapɛl] ⓘ）是法国奥恩省的一个旧市镇，属于阿让唐区。2016年1月1日，拉欧特沙佩勒和相邻的另外2个市镇合并为新市镇栋弗龙昂普瓦赖（Domfront en Poiraie）。

## 地理
拉欧特沙佩勒（48°36'18"N, 0°40'17"W）面积19.31 平方千米，位于法国诺曼底大区奧恩省，该省份为法国西北部内陆省份，北起顺时针与卡爾瓦多斯省、厄尔省、厄尔-卢瓦省、萨尔特省、马耶讷省和芒什省接壤。
与拉欧特沙佩勒接壤的市镇（或旧市镇、城区）包括：圣博梅尔莱福日、圣吉勒德马赖、栋夫龙昂普瓦赖、隆莱拉拜、鲁埃莱、圣马尔代格雷讷、埃格雷讷河畔圣罗克。
拉欧特沙佩勒的时区为UTC+01:00、UTC+02:00（夏令时）。

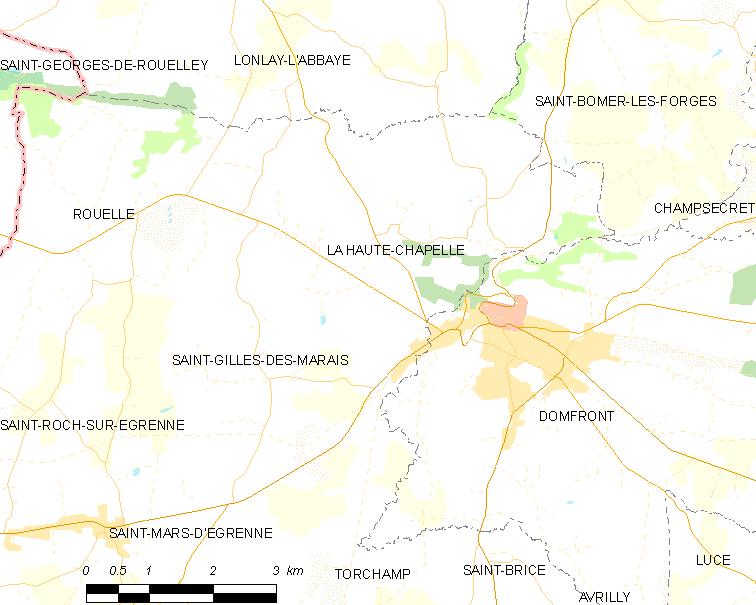
拉欧特沙佩勒的OSM定位图

## 行政
拉欧特沙佩勒的邮政编码为61700，INSEE市镇编码为61201。

## 政治
拉欧特沙佩勒所属的省级选区为栋夫龙昂普瓦赖县。

## 人口

1962-2008年间拉欧特沙佩勒人口变化图示

拉欧特沙佩勒于2018年1月1日时的人口数量为549人。